# 沖縄系アメリカ人
沖縄系アメリカ人（おきなわけいアメリカじん）は、完全または部分的に沖縄系のアメリカ人であり、沖縄諸島にまで遡る家族の歴史をもつ。

## 歴史
當山久三率いる沖縄の契約労働者26人が、最初にアメリカ合衆国に移住した沖縄人である。當山らは1900年1月8日ハワイ準州に到着し、サトウキビ農場で働いた。
翌年に、より多くの琉球人（主に沖縄人）がハワイに定住し始め、その一部は米国本土へと移住し、ほとんどが西海岸に集中している。

## 文化

### 身元
沖縄系アメリカ人の多くは、自分たちは日本人とは違うと考えており、特にハワイ在住の人が当てはまる。ハワイには沖縄の団体が数多くあり、その最大の団体がハワイ沖縄連合会である。

### 言語
琉球系アメリカ人の大多数は、第一言語として英語と日本語を話している。また、多くの琉球諸語のうち1種類を話すことができる人も多く、沖縄語が最も一般的である。ハワイでは、多くの沖縄の地元住民がハワイ・クレオール英語として知られる英語ベースのクレオール語を話している。